# Фрич, Вернер фон
Ве́рнер Фрайхерр фон Фрич (барон Вернер фон Фрич, барон, нем. Thomas Ludwig Werner Freiherr von Fritsch, 4 августа 1880, Бенрат — 22 сентября 1939, предместье Варшавы Прага), генерал-полковник вермахта, второй (после Вильгельма Фрица фон Рёттига) генерал немецкой армии, погибший во Второй мировой войне. Был главнокомандующим сухопутными силами с февраля 1934 по февраль 1938, но был вынужден подать в отставку из-за ложного обвинения в гомосексуальности. Его изгнание стало важным шагом в установлении Адольфом Гитлером более жесткого контроля над вооруженными силами. Чуть больше года спустя, перед началом Второй мировой войны, Фрич стал шефом 12-го артиллерийского полка и был убит на фронте.

## Молодость. Вступление в армию
Вернер фон Фрич родился в Бенрате (ныне район Дюссельдорфа) в Рейнской провинции Германской империи.
После окончания школы фон Фрич вступил в армию фанен-юнкером в сентябре 1898 года в 25-й прусский полевой артиллерийский полк и два года спустя получил звание лейтенанта. Его выдающиеся способности были надлежащим образом оценены начальством. В 1907 году он поступил в Прусскую военную академию в Берлине и в 1910 году её закончил. Он получил звание обер-лейтенанта и в 1911 году был зачислен в Генеральный штаб.
В 1913 году фон Фрич получил звание капитана.

## Военная карьера

### До Первой мировой войны
После окончания средней школы Фрич поступил кадетом в Гессенский полк полевой артиллерии № 25 прусской армии в Дармштадте 21 сентября 1898 года. Там, после офицерской подготовки, 27 января 1900 года он получил звание лейтенанта. Следующие несколько лет Фрич провел на военной службе. В октябре 1902 г. его направили в артиллерийско-инженерную школу для повышения квалификации, а в следующем году он стал адъютантом 1-й дивизии своего полка. Эта должность давала амбициозному Фричу мало возможностей для продвижения по службе, и у него было мало друзей. Одним из немногих его друзей в то время был его полковой товарищ, впоследствии фельдмаршал, Георг фон Кюхлер. Поэтому Фрич подал заявление о приеме в Военную академию. После сдачи трудного вступительного экзамена он с 1 октября 1907 года поступил в Военную академию в Берлине в рамках подготовки к должности офицера генерального штаба. Здесь он принял участие в индивидуальных курсах Вильгельма Грёнера и особо отличился в военной истории и тактике. Одним из первых в своем классе он сдал выпускной экзамен 20 июля 1910 года. Фрич, который тем временем получил звание лейтенанта, был переведен в Генеральный штаб на пробной основе, а со следующего года стал постоянным служащим Генштаба. С апреля 1913 г. по март 1914 г. он работал во 2-м отделе военной истории Большого Генерального штаба, который занимался войнами Фридриха Великого, потом был переведен в Департамент развертывания, и таким образом участвовал в немецкой мобилизации в августе 1914 г.

### Первая мировая война
Во время Первой мировой войны Фрич занимал различные должности в качестве офицера генерального штаба. Некоторое время он был первым офицером Генерального штаба 1-й гвардейской и 47-й резервной дивизий. Был временно переведен в генеральный штаб 4-й и 10-й армий и служил в VI Резервном корпусе. Временная служба в штабе военно-воздушных сил была для Фрича совершенно новым делом. Его открыто продвигал полковник Макс Бауэр из Верховного командования. Оба знали друг друга ещё со времен совместной службы в Генштабе. Фрич был ранен осколком в голову на фронте в 1917 году и в ходе войны получил обе степени Железного креста и Рыцарский крест Ордена Дома Гогенцоллернов с мечами.

### Веймарская республика
По окончании войны остался в рейхсвере. Поначалу работал в Министерстве обороны, позднее получил назначение на должность командира дивизиона в 5-м артиллерийском полку. 5 февраля 1923 году стал подполковником.
1 апреля 1924 года фон Фрич был назначен начальником штаба 1-й пехотной дивизии. В 1926 году он стал начальником отдела сухопутных войск в войсковом управлении (Truppenamt) и 1 марта 1927 году получил звание полковника. В 1928 году он стал командиром 2-го артиллерийского полка, в 1931 году — командиром 1-й кавалерийской дивизии, затем, в 1932 году — 3-й пехотной дивизии и III военного округа. В том же году Фрич был произведен в генерал-майоры Куртом фон Шлейхером, который считал его многообещающим молодым офицером. Затем Шлейхер поручил Фричу и Герду фон Рундштедту осуществить Прусский путч, в результате которого рейхсвер сверг правительство Немецкой социал-демократической партии в Пруссии.
В 1924 году Фрич написал письмо Иоахиму фон Штюльпнагелю, в котором выразил свою ненависть к демократии и надежду, что генерал Ганс фон Сект совершит путч с целью установления военной диктатуры. Фрич заявил, что он категорически против того, чтобы видеть канцлером ещё одну «черно-красно-золотую собаку» (отсылка к цветам флага Веймарской республики), и написал, что, по его мнению, Германия разрушается «пропагандой еврейских газет». Фрич закончил свое письмо списком всех, кого он ненавидел:

Ибо, в конце концов, Эберт, пацифисты, евреи, демократы, черные, красные и золотые, и французы, и эти женщины, шлюхи и им подобные, все пёзды, за исключением только матери, эти самки, говорю я, вы все одно и то же, а именно люди, которые хотят уничтожить Германию. Могут быть несущественные различия, но в итоге все сводится к одному и тому же. Мы можем доверять только себе. Надежность, истина и любовь есть только среди нас, немецких мужчин.

Немецкий историк Вольфрам Ветте писал, что Фрич в своем письме был близок к государственной измене, поскольку он дал присягу защищать демократию, а призыв к путчу для разрушения демократии был актом «крайней нелояльности к республике, которой он дал присягу».
Фрич принимал активное участие в секретном перевооружении Германии в 1920-х годах, когда Германия стремилась уклониться от условий Части V Версальского договора, ограничившего численность её армии 100.000 военнослужащих и запретившего ей иметь самолёты или танки. Таким образом, Фрич, тесно сотрудничавший с Советским Союзом в области секретного перевооружения, выступал за просоветскую внешнюю политику и испытывал крайнюю ненависть к Польше. В 1928 году Фрич начал работу над планом вторжения в Польшу, который впоследствии стал планом «Вайс» и был реализован в 1939 году.

### Нацистский период

#### 1933—1938
После прихода нацистов к власти был назначен главой Верховного командования сухопутных войск и затем главнокомандующим сухопутными войсками. В 1934—1938 годах на посту главнокомандующего сухопутными силами активно способствовал перевооружению Германии, вместе с соратниками по рейхсверу проделав огромную работу по воссозданию армии. Генерал Гудериан так характеризовал его:

Осенью 1933 г. генерал барон фон Фрич был назначен командующим сухопутными силами. Во главе армии оказался, таким образом, человек, пользовавшийся доверием всего офицерского корпуса. Это был благородный, умный и рыцарски честный солдат, имевший правильные тактические и оперативные взгляды. Не обладая обширными техническими знаниями, он, однако, был всегда готов без всякого предубеждения заняться рассмотрением новых предложений и согласиться с ними, если только он мог убедиться в их целесообразности.— 
20 апреля 1936 года произведён в генерал-полковники. В 1938 году был вынужден подать в отставку из-за обвинения в гомосексуализме.
После прихода нацистов к власти в 1933 году, Фрич стал решительным сторонником нового режима, в котором он видел радикальную силу, которая, если бы на неё повлияли такие люди, как он сам, стала бы силой добра. Ветте писал, что, поскольку Фрич был членом «группы закоренелых антисемитов» в офицерском корпусе, антисемитизм Адольфа Гитлера был одной из самых важных причин, по которым Фрич поддерживал нацистский режим. Фрич был назначен командующим сухопутными силами (Chef der Heeresleitung) 1 февраля 1934 года, сменив на этом посту генерала Курта фон Хаммерштейна-Экворда, убеждённого противника Гитлера и нацизма. Отчасти это произошло потому, что Гитлер видел во Фриче сторонника своего режима, а отчасти потому, что министр обороны Вернер фон Бломберг ценил Фрича за профессионализм. В феврале 1934 года, когда Бломберг приказал уволить с позором всех солдат, которых можно было бы считать евреями (при наличии хотя бы одного еврейского родителя или дедушки и бабушки, обратившихся в христианство; задолго до нацистов рейхсвер не принимал евреев), Фрич без возражений выполнил приказ.
Согласно Уильяму Ширеру в «Взлете и падении Третьего рейха», Фрич сыграл ключевую роль, когда Гитлер предложил армии, чтобы он, Гитлер, сменил больного президента фон Гинденбурга после его смерти. В начале Фрич отверг это требование, но после консультации со своими генералами согласился на него. 31 декабря 1934 года Фрич объявил, что «само собой разумеется, что офицер [должен искать] жену только в арийских кругах», и что любой офицер, женившийся на еврейке, будет немедленно уволен с позором. В конце 1934 или начале 1935 года Фрич и Бломберг успешно оказали давление на Гитлера, чтобы тот реабилитировал имя генерала Курта фон Шлейхера (убитого нацистами во время Ночи длинных ножей), утверждая, что как офицеры они не выдерживают нападок прессы. изображая его как предателя, работающего на Францию. С 1 июня 1935 г. в результате крупной реорганизации вооруженных сил Фрич получил новый титул главнокомандующего сухопутными силами (Oberbefehlshaber des Heeres).
Фрич поддерживал нацистский режим, но враждебно относился к созданию СС. Ширер вспоминал, как Фрич делал саркастические замечания в адрес СС, а также нескольких нацистских лидеров, начиная с Гитлера и ниже, на параде в Саарбрюккене. Фрич также беспокоился, что Гитлер спровоцирует войну с Советским Союзом; как и большинство его сослуживцев, он поддерживал связь Веймарской республики с Москвой. Ветте писал: «Бесспорно, что консервативный и националистически настроенный генерал фон Фрич поддерживал национал-социалистическое государство и принимал Гитлера как диктатора полностью и безоговорочно».
20 апреля 1936 года, когда Бломберг был произведен в фельдмаршалы (Generalfeldmarschall), Фрич получил ставшее вакантным звание генерал-полковника (Generaloberst). В это время он также получил ранг и полномочия рейхсминистра, но без официального титула. 30 января 1937 года, в ознаменование четвёртой годовщины нацистского режима, Гитлер лично вручил Золотой партийный значок оставшимся ненацистским членам кабинета и руководителям военных служб, включая Фрича, и зачислил его в партию (членский номер 3805227). Фрич был среди офицеров, присутствовавших на совещании Хоссбаха 5 ноября 1937 года, когда Гитлер объявил, что хочет начать войну уже в 1938 году. Он очень критически отнесся к этому требованию, так как знал, что армия не готова. Он даже дошел до того, что пригрозил уйти в отставку.

#### Дело Фрича
Фон Фрич был противником захватнических войн и считал, что немецкая армия может использоваться только для обороны страны. После того как фон Фрич и фон Бломберг высказали своё отрицательное отношение к захватническим планам Гитлера и вступили в перепалку с Герингом, последний решил от них избавиться. Фон Бломберга удалось устранить быстро: в 1938 году, в 59 лет, он женился на своей секретарше, 25-летней Эрне Грюн. Выяснилось, что на его жену есть несколько дел в полиции нравов: в прошлом её признавали виновной в проституции, и она позировала для порнографических фотографий. Брак с женщиной с уголовным прошлым был недопустим для немецкого офицера. Ему предложили расторгнуть брак, угрожая предать её прошлое огласке. Фон Бломберг отказался расторгнуть брак, но подал в отставку.
Фрича обвинили в гомосексуальной связи. Ещё в 1936 году гестапо допросило отбывавшего срок сутенёра и шантажиста Отто Шмидта. Его жертвами были в основном гомосексуалы. Гестапо хотело получить информацию о политических противниках. На допросе всплыло имя Фрича, которого Шмидт назвал высокопоставленным офицером. Гестапо сразу же решило, что это генерал-полковник барон Вернер фон Фрич, главнокомандующий сухопутными войсками. Шмидт также рассказал, что этот человек дал ему под расписку 1500 рейхсмарок за молчание. Так дело приобрело политический оборот. Вскоре Гиммлер положил Гитлеру на стол протокол допроса Шмидта, но тот и слышать не хотел об этом «свинстве». Клевета нашла себе опору в том факте, что Фрич не общался с женщинами, интересуясь только службой, и никогда не был женат. Помимо этого, он некоторое время по просьбе Национал-социалистической народной помощи кормил в своём доме двух нуждающихся подростков из Гитлерюгенда.
Теперь же при повторном допросе шантажист ещё раз подтвердил свои показания. Фрич отверг все обвинения и в результате был вызван на допрос в гестапо, где его пытались склонить к признательным показаниям. Однако Фрич настаивал на своей невиновности. Ещё до окончания следствия ему пришлось подать в отставку.
В ходе параллельного расследования, предпринятого по инициативе Артура Небе, начальника уголовной полиции, выяснилось, что у генерал-полковника Фрича был однофамилец. Шмидт имел дело с пожилым и очень больным риттмайстером в отставке фон Фричем. Этой информацией Небе поделился с судьёй высшего военного суда. Председательствующему на суде Герингу пришлось признать невиновность фон Фрича.
18 марта 1938 года фон Фрич был оправдан, однако не восстановлен в должности.
Несмотря на ложные обвинения, Фрич оставался верным нацистскому режиму и твердо верил, что Германия столкнулась с международным еврейским заговором, имеющим целью разрушить Рейх. После Хрустальной ночи Фрич писал другу 22 ноября 1938 года: «Конечно, битва с международным еврейством теперь официально началась, и, как естественное следствие, она приведет к войне с Англией и Соединенными Штатами, политическими бастионами евреев». В письме своей знакомой баронессе Марго фон Шутцбар-Мильхлинг от 11 декабря 1938 года Фрич писал:

Очень странно, что так много людей с растущим опасением относятся к будущему, несмотря на несомненные успехи фюрера в прошлом… Вскоре после войны я пришел к выводу, что если мы хотим снова сделать Германию могущественной, мы должны победить в трех битвах:
(1) Битва против рабочего класса. Гитлер выиграл её;
(2) Против католической церкви, или, возможно, правильнее это назвать ультрамонтанизмом, и
(3) Против евреев.
Мы находимся в середине этих битв, и битва против еврев самая трудная. Я надеюсь, что все понимают тонкости этой кампании.
— 
Фрич сказал Ульриху фон Хасселю, когда последний пытался вовлечь его в антинацистский заговор, что Гитлер — судьба Германии, и изменить этот факт невозможно.

#### Вторая мировая война

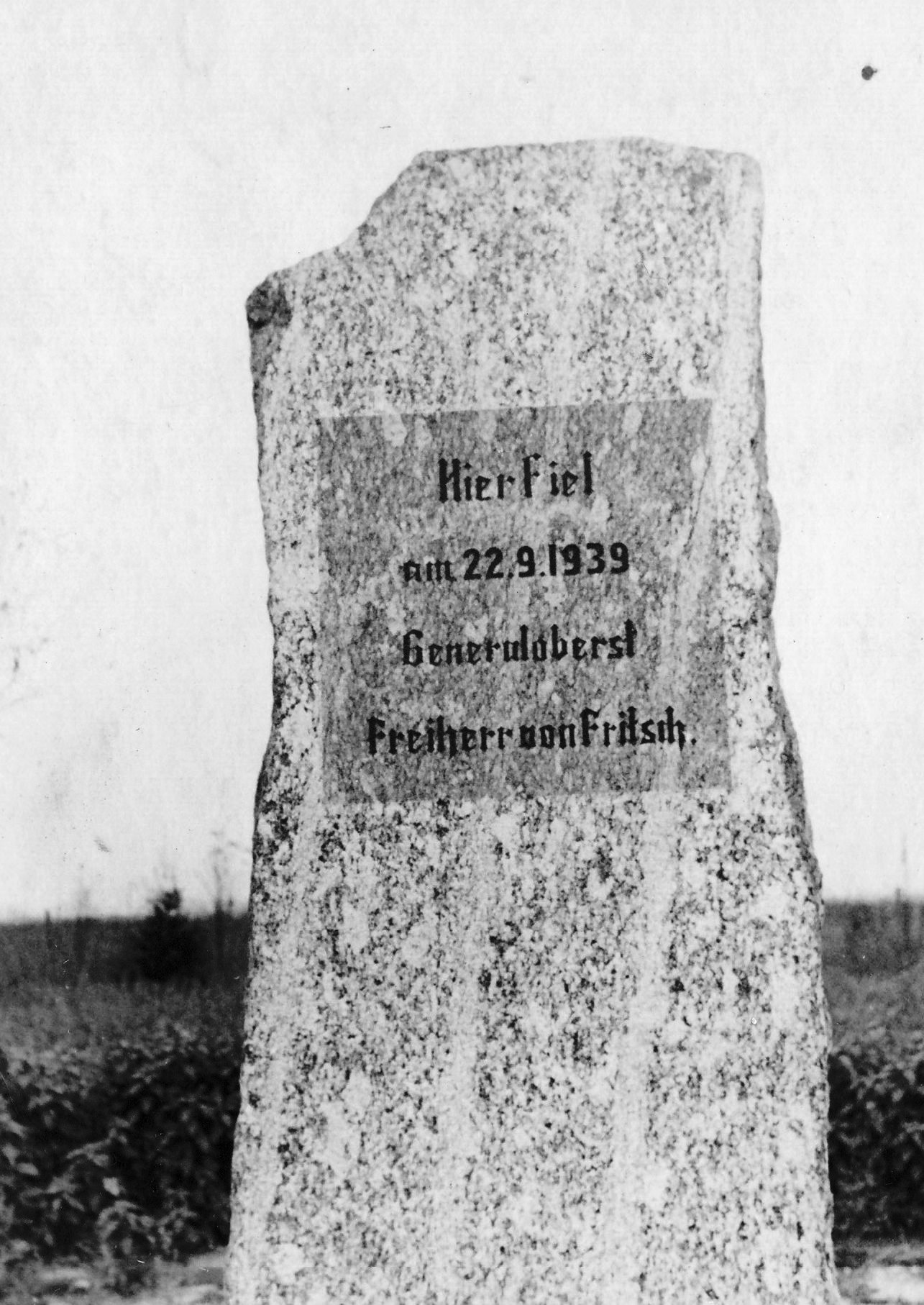
Памятник на месте гибели фон Фрича в предместье Варшавы Праге. После Второй мировой войны был демонтирован

Незадолго до начала Второй мировой войны Фрича восстановили в армии. С 1939 года он стал шефом 12-го артиллерийского полка, входившего в состав 12-й пехотной дивизии. Генералы Кейтель и фон Браухич советовали назначить Фрича командующим войсками в Восточной Пруссии или одной из групп армий, но Гитлер отказал, мотивируя это тем, что в этом случае придётся давать войска и фон Бломбергу, к чему он, Гитлер, ещё не готов.
Во время вторжения в Польшу Фрич решил лично инспектировать линию фронта, что было очень необычно для командира такого ранга. 22 сентября 1939 г. во время осады Варшавы, в её предместье Прага, польская пуля (пулемётная или снайперская) попала в генерала и разорвала артерию на ноге. Лейтенант Розенхаген, адъютант Фрича и очевидец его смерти, писал в своем первоначальном официальном отчете:

В этот момент господин генерал получил огнестрельное ранение в левое бедро, пуля разорвала артерию. Он тут же упал. Прежде чем я снял его подтяжки, господин генерал сказал: «Оставьте меня», потерял сознание и скончался. Только одна минута прошла между ранением и смертью.— 
По мнению генерала Манштейна, фон Фрич, не в силах мириться с нацистским режимом, искал в бою смерти и воспрепятствовал перевязке своей раны. По мнению же генерала Кейтеля, смерть Фрича была случайностью: генерал был сражён шальной пулей во время беседы с офицерами штаба дивизии и скончался через несколько минут.
Он стал вторым после Вильгельма Фрица фон Рёттига генералом вермахта, погибшим во Второй мировой войне. Четырьмя днями позднее он был похоронен на кладбище Инвалидов в Берлине.

Утром здесь хоронили генерала фон Фрича. Шел дождь, было темно и холодно — не помню другого такого мрачного дня в Берлине. Гитлер не появился, так же как Риббентроп и Гиммлер, хотя все они возвратились с фронта в Берлин. Официальные некрологи избегали обычных слов «погиб за фюрера» и сообщили: «погиб за отечество». Вчера, после того как Геббельс спустил пары, мы, несколько корреспондентов, задержались на улице и, поговорив, пришли к выводу, что Фрич либо был убит по приказу Гиммлера, своего смертельного врага, либо ему настолько опротивели жизнь и то состояние, до которого Гитлер довел Германию (а возможно, и бессмысленное истребление немецкими бомбами и снарядами польских женщин и детей), что он просто искал смерти, то есть совершил самоубийство.
— 

## Память
На месте гибели генерала был установлен памятник, демонтированный по окончании Второй мировой войны.
Несмотря на разногласия по поводу его личности, в честь Фрича были названы казармы в Дармштадте Cambrai-Fritsch-Kaserne. В 1945 году они были переданы США и стали американской военной базой. Под этим названием база просуществовала до 2008 года, когда американский гарнизон в Дармштадте был распущен и база прекратила своё существование.

## Награды
- Железный крест 2-го класса (1914)
- Железный крест 1-го класса (1914)
- Рыцарский крест королевского ордена Дома Гогенцоллернов с мечами (Пруссия)
- Орден Красного орла 4-го класса (Пруссия)
- Крест за выслугу лет (Пруссия)[нем.]
- Баварский орден «За военные заслуги» 4-го класса с мечами и короной
- Орден Фридриха рыцарский крест 1-го класса с мечами (Вюртемберг)
- Орден Филиппа Великодушного рыцарский крест 2-го класса (Великое герцогство Гессен)
- Ганзейский крест Гамбурга
- Крест «За военные заслуги» 3-го класса с лаврами (военными украшениями) (Австро-Венгрия)
- Медаль «Галлиполийская звезда» (Османская империя)
- Мальтийский орден рыцаря чести и справедливости
- Знак за ранение (чёрный) (1918)
- Медаль «За выслугу лет в Вермахте» IV—I классов (1936)
- Золотой партийный знак НСДАП (30.01.1937)